# Pilar
Pilar − miasto w Argentynie wchodzące w skład zespołu miejskiego Buenos Aires. Według spisu z roku 2001 miasto liczyło 232 463 mieszkańców. Jedna z siedzib Uniwersytetu Austral.